# Matthieu de La Teulière
Matthieu de La Teulière auch Matthieu de La Tuillière († in der Nacht vom 15. zum 16. August 1702 in Rom) war ein französischer Schriftsteller, Kunstkenner, Staatsbeamter und Direktor der Académie de France à Rome. Er war selbst kein Maler, Bildhauer oder Architekt und geriet deshalb gleich nach seinem Tod in Vergessenheit.

## Leben und Werk

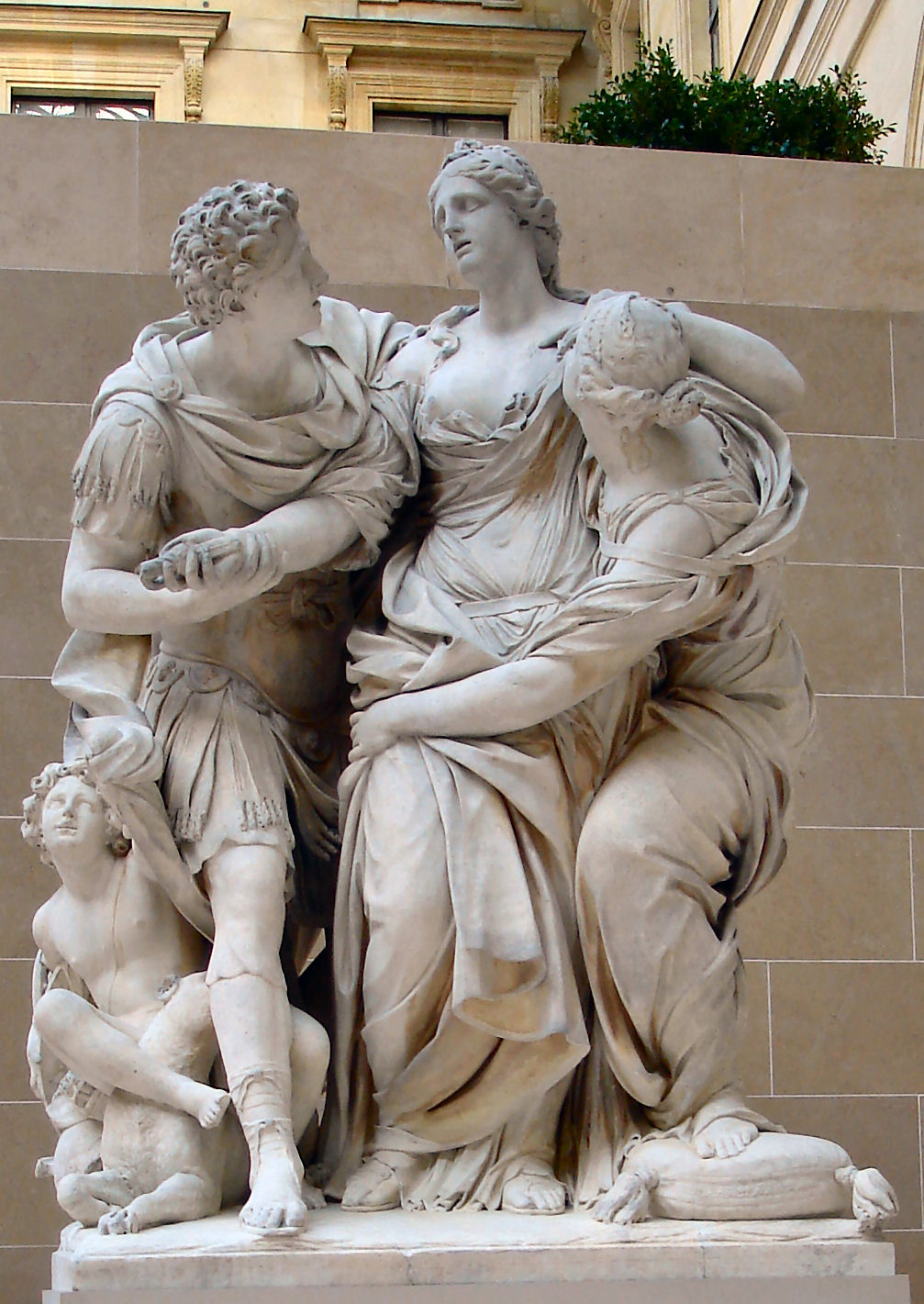
Jean-Baptiste Théodon und Pierre Lepautre (1648–1716), Arria und Paetus, heute im Louvre

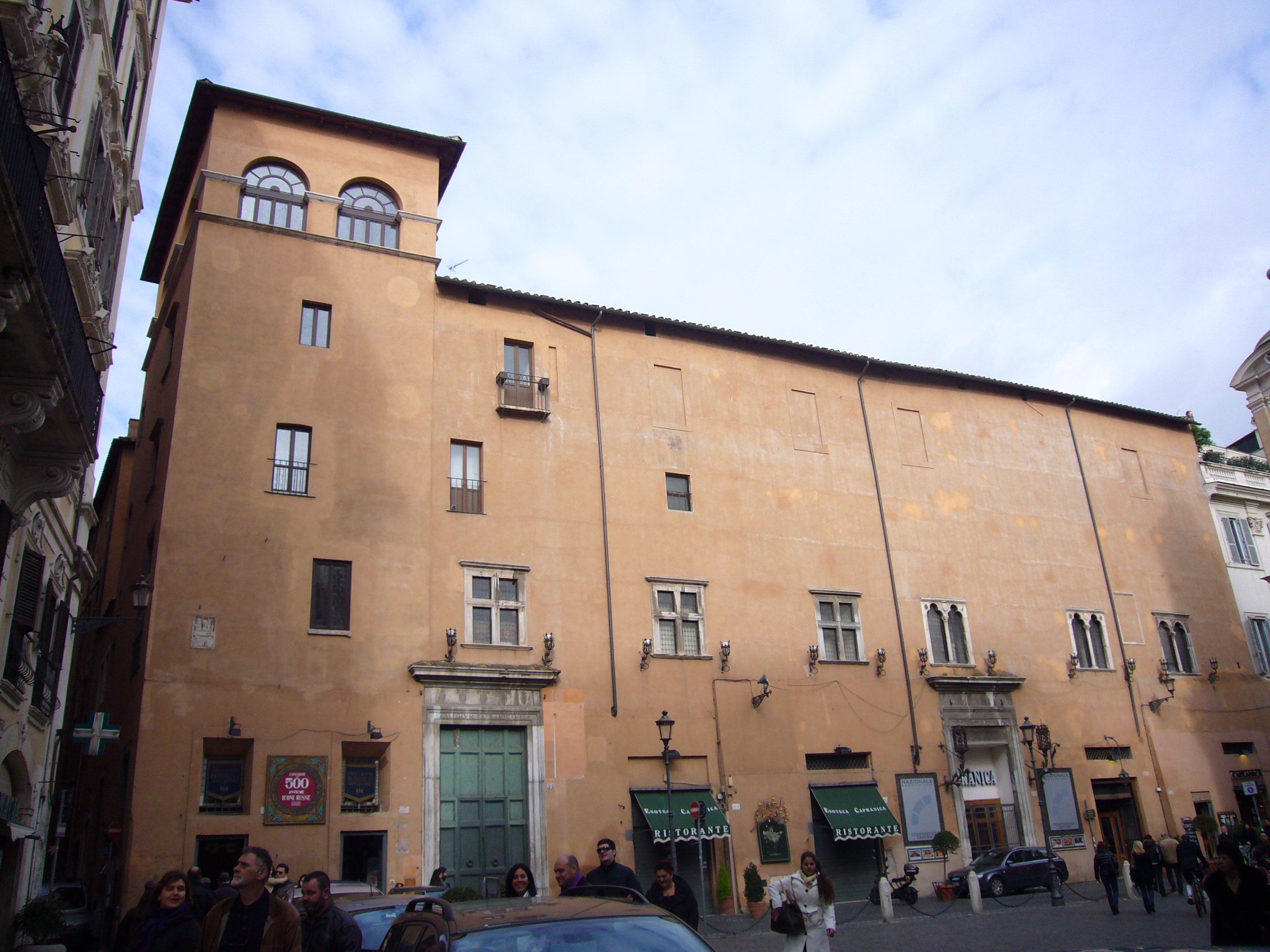
Im Palazzo Capranica befand sich zu La Teulières Zeit die Académie de France à Rome

La Teulière wurde von François Michel Le Tellier de Louvois (in seiner Funktion als ministre de la Maison du Roi, ‚Minister der königlichen Gebäude‘) nach Rom entsandt und löste dort den Maler Charles Errard (1606–1689) als Leiter der Académie de France à Rome ab. La Teulière leitete die Akademie von 1684 bis 1699 und entsandte in der Zeit zahlreiche Kunstwerke an den französischen Hof. Bei seiner Ankunft befand sich die Akademie im Palazzo Vidoni Caffarelli, das erschien La Teulière zu klein und so zog die Akademie 1684 in das Almo Collegio Capranica um. La Teulières 1887 in Paris veröffentlichte Korrespondenz bestand hauptsächlich in Berichten über die Fortschritte der von ihm beauftragten Künstler. Nach dem Tod von Le Tellier de Louvois im Jahr 1691 unterstand La Teulière dem neuen „königlichen Gebäudeminister“ Édouard Colbert de Villacerf (1628–1699), einem Cousin von Le Tellier de Louvois und dessen Vorgänger Jean-Baptiste Colbert (1619–1683). 1699 folgte Jules Hardouin-Mansart (1646–1708) Colbert de Villacerf als „königlicher Gebäudeminister“.
In seiner Funktion als Leiter der Akademie vergab er 1685 einen Auftrag für die Skulpturengruppe Arria und Paetus an Jean-Baptiste Théodon. Das Werk wurde mithilfe weiterer Künstler 1695 fertiggestellt und 1715 nach Paris geschickt. Er schickte Ludwig XIV. 1886 ein Gemälde von Guido Reni, das ein Jugendwerk von Reni sein könnte. Das Bild gelangte im 18. Jahrhundert in den Louvre, blieb aber wegen seines schlechten Zustands unbeachtet. La Teulière sagte über den Maler und Architekten Pietro da Cortona (1596–1669), er sei der „Ursprung des römischen Niedergangs“. La Teulières Urteil über den römischen Spätbarock blieb im folgenden Jahrhundert gültig.